# Policía de Salta

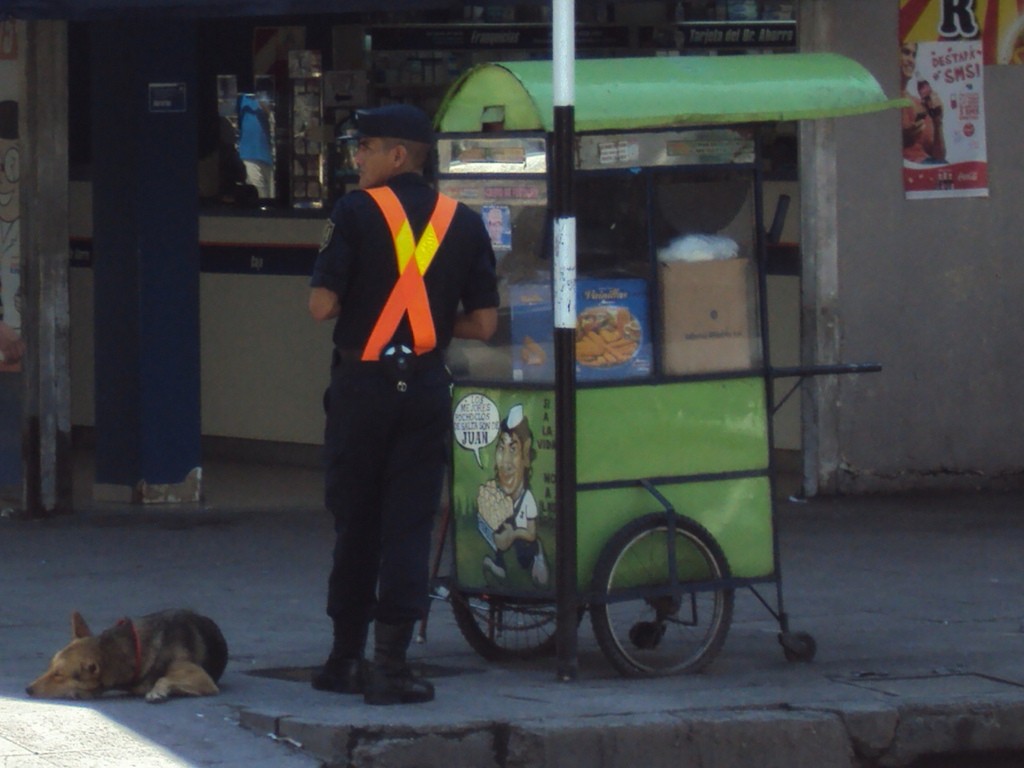
Un efectivo de la Policía de Salta en una esquina de la ciudad capital de la provincia

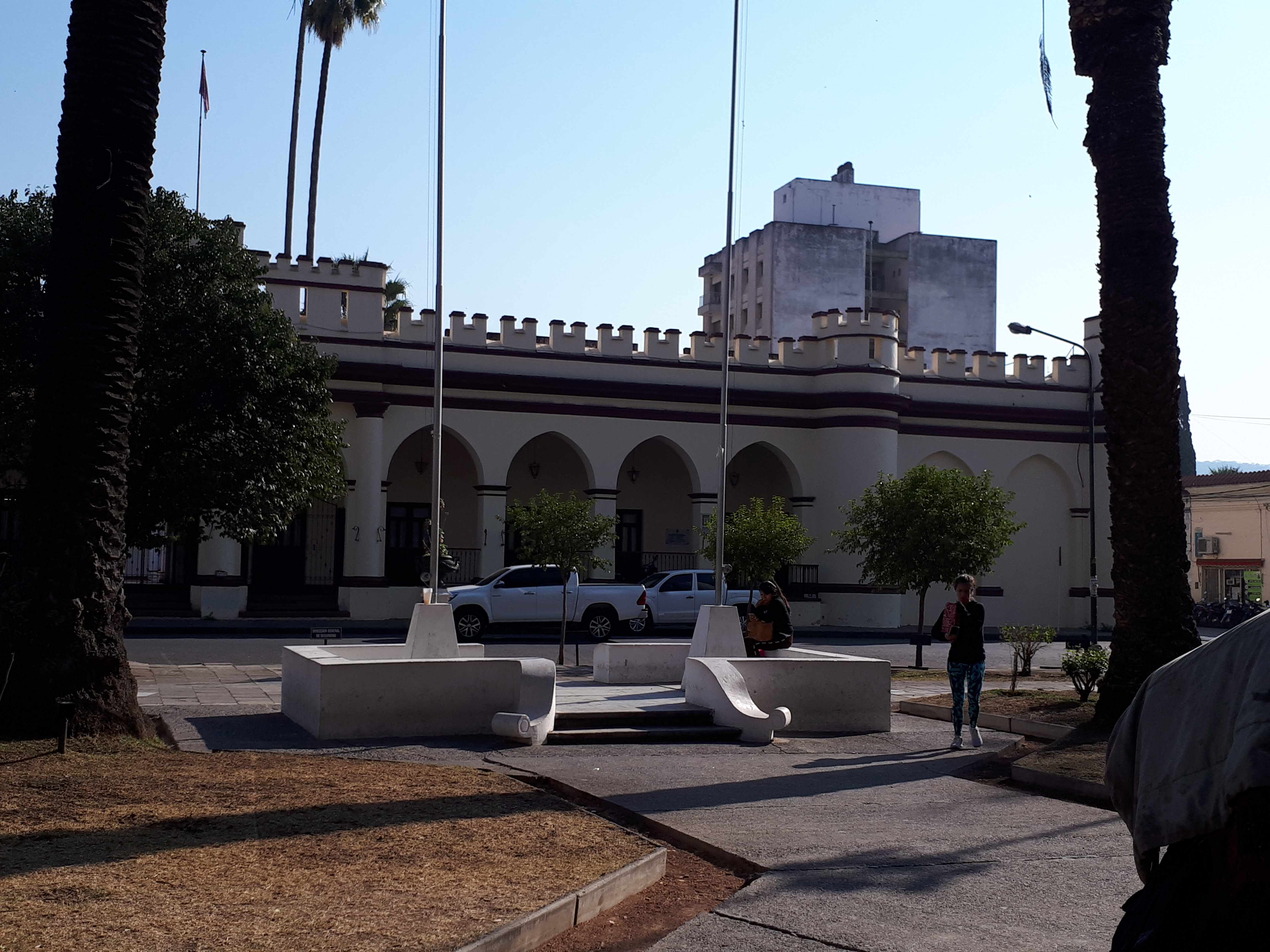
Este edificio fue declarado monumento histórico provincial, la piedra fundamental es colocada en el año 1872 durante el gobierno del doctor del Fin Legizamón. La obra se concluye en el año 1889, quedando a partir de entonces y hasta ahora policías de la provincia con las distintas secciones que componen el departamento central

La Policía de Salta, una de las 23 policías provinciales existentes en la Argentina, está a cargo de la seguridad pública de los habitantes de la provincia de Salta y contaba al año 2019 con 11.000 efectivos y más de 1.000 vehículos que patrullan la provincia.

## Historia
La Comisaría 4.ª de Salta funcionó como centro clandestino de detención durante la dictadura «Proceso de Reorganización Nacional». En 1977, al menos 22 trabajadores de La Veloz del Norte fueron víctimas de torturas en la comisaría. La Policía funcionaba a los requerimientos de La Veloz del Norte deteniendo dirigentes gremiales de la Unión Tranviarios Automotor. Los uniformados disponían, inclusive, de los automóviles de la empresa para realizar sus operativos.

## Controversias
Según el jefe Marcelo Lami, Salta tiene “la mejor policía del país”. Su jefe defendió a los policías detenidos por torturas y aseguró que son "excelentes efectivos". Varios concejales pidieron la destitución de Lami.